# Weiszbrunn György
Weiszbrunn György (Szolnok, 1904. február 21. – Lérida, Spanyolország, 1938. április 2.) fűtésszerelő, internacionalista.

## Élete
Weiszbrunn Pál gazdatiszt és Gottesmann Róza fia, izraelita vallású. A munkásmozgalomba 1925-ben kapcsolódott be, Franciaországban. A billancourt-i magyar vasmunkások között fejtett ki kultúr- és szakszervezeti tevékenységet. 1932-ben a Francia Kommunista Párt tagja, majd a Kivált Esztergályosok Szakszervezete baloldali frakciójának vezetője lett. 1935-ben a spanyolországi Kultúrfront felelőse volt. Részt vett a polgárháborúban, s a madridi harcokban megsebesült. Miután felépült, Párizsban szervezett a spanyolok megsegítésére akciót. Ezután visszatért a frontra, ahol a magyar zászlóalj politikai megbízottja lett. A Teruel környéki harcokban halt meg.
A Kerepesi temetőben, a munkásmozgalmi pantheonban helyezték végső nyugalomra.